# Cristo versus Arizona
Cristo versus Arizona es una novela experimental de Camilo José Cela, escrita en 1988, que versa sobre los acontecimientos que en 1881 rodearon al duelo en el OK Corral, narrados a través de un monólogo.
Lo singular de esta novela es que fue escrita utilizando únicamente un punto, es decir, el monólogo se compone de una única y extensa oración de 238 páginas.
- Datos: Q5791732